# The Good Cop (Film)
The Good Cop (Originaltitel: Den gode strømer) ist ein Film des dänischen Regisseurs Lasse Spang Olsen aus dem Jahr 2004. Das Drehbuch stammt von Lasse Spang Olsen und Kim Bodnia, der auch die Hauptrolle des Films spielt.

## Handlung
Der Polizist Jens arbeitet in Kopenhagen und unterstützt tatkräftig seine kleinkriminellen Freunde. Diese wollen einen Container mit Ghettoblastern stehlen, doch der Coup läuft schief, da sie ungewollt einen Container mit chinesischer Seide und zweieinhalb Kilogramm Heroin im Besitz der lettischen Mafia erwischt haben. Nun ist Jens gezwungen, ihnen zu helfen. Doch damit macht er die Sache noch schlimmer, da ihm bald scheinbar sämtliche Drogenringe der Welt einschließlich einer polnischen Menschenhändlerbande an den Fersen kleben.

## Kritiken
Das Lexikon des internationalen Films schrieb, die „düstere Kriminalkomödie“ unterhalte Freunde eines „ausgesprochen grimmigen Humors“. Auch die verwackelte DV-Kamera sei „äußerst gewöhnungsbedürftig“.
Die Filmzeitschrift Cinema schrieb: Bleihaltiger kleiner Reißer – flach, aber nie langweilig.